# Borkowski (herb szlachecki)

Herb Borkowski.

Borkowski – polski herb szlachecki.

## Informacje
- Opis herbu:
  - Na tarczy dwudzielnej w słup czerwono błękitnej nad półksiężycem ramionami do góry krzyż podwójny, w barwach przemiennych. W klejnocie nad hełmem w koronie sześć piór strusich: I, III i V czerwone, pozostałe błękitne. Labry czerwone podbite błękitem.

## Historia
Herb nadano w 1790 roku Józefowi Borkowskiemu.

## Herbowni
Do herbownych należą:
- Borkowski.

## Źródła
- Juliusz Karol Ostrowski, Księga herbowa rodów polskich